# Diphylleia grayi
Podophyllum grayi
Espèce
Diphylleia grayi est une espèce de plantes à fleurs de la famille des Berberidaceae. Elle est spontanée dans le nord et le centre du Japon et commercialisée dans les pays francophones sous les noms de fleur de verre ou fleur squelette. Cette espèce est, depuis 2006 Plants of the World online (POWO) (10 janvier 2025), rattachée au genre Podophyllum et porte donc le nom scientifique complet de Podophyllum grayi.

## Description

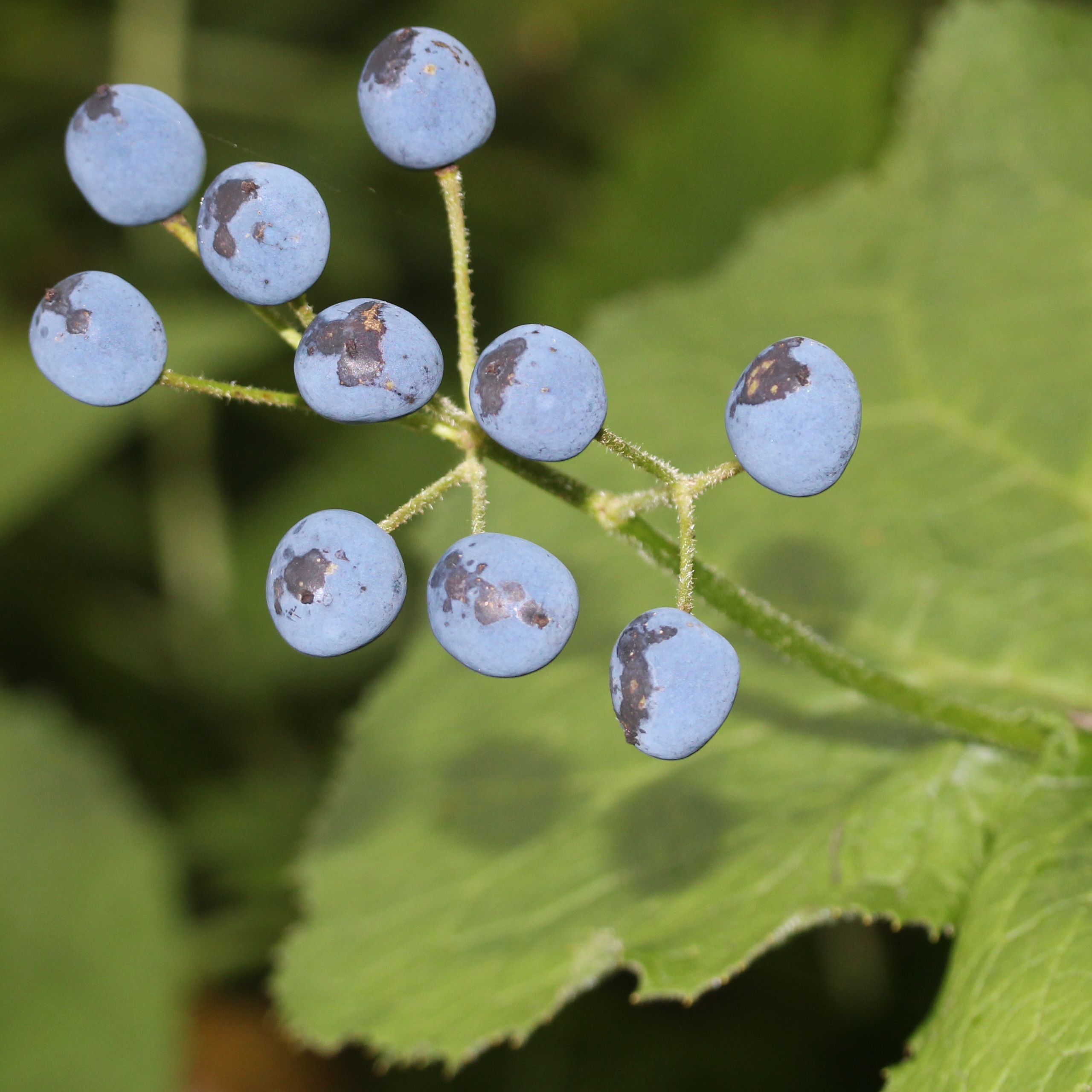
Le fruit de Diphylleia grayi.

La plante pousse jusqu'à 40 cm. Les fleurs sont blanches, pédicellées, à six pétales obovales et fleurissent de mai à juillet. Après sa floraison, il porte des fruits bleu foncé/violet avec un revêtement poudreux blanc de juin à août . Ses tiges sont cylindriques et mesurent  30 à 60 cm de long. Ses rhizomes sont robustes et noueux. La plante est connue pour avoir des pétales qui deviennent transparents au contact de l'eau, ce qui lui donne son nom commun. Une fois secs, les pétales redeviennent blancs.

## Distribution et habitat
La plante est répartie du nord au centre du Japon, de Honshu, à Hokkaido, et du mont Daisen et jusqu'à l'ile de Sakhaline. Elle pousse dans les endroits légèrement humides des bois de haute montagne,.

## Utilisations médicales
Dans les années 1960, le botaniste Yanagi Kimura a découvert que les extraits bruts de D. grayi contiennent des substances similaires, mais plus puissantes, que la podophylline et la colchicine. L'extrait a eu des effets antitumoraux sur les tumeurs animales transplantables.

## Galerie

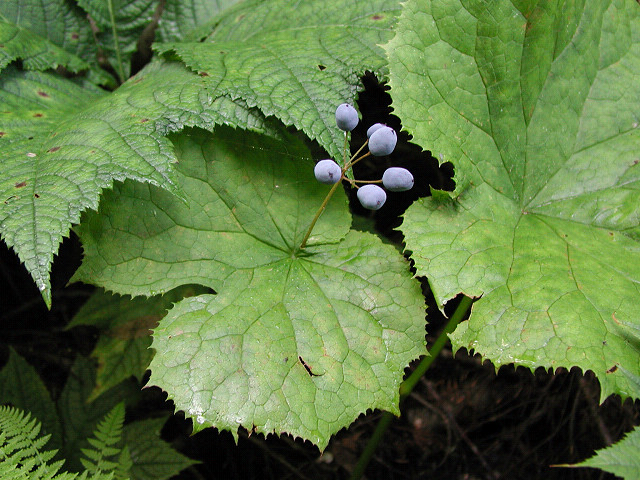
Fruit.
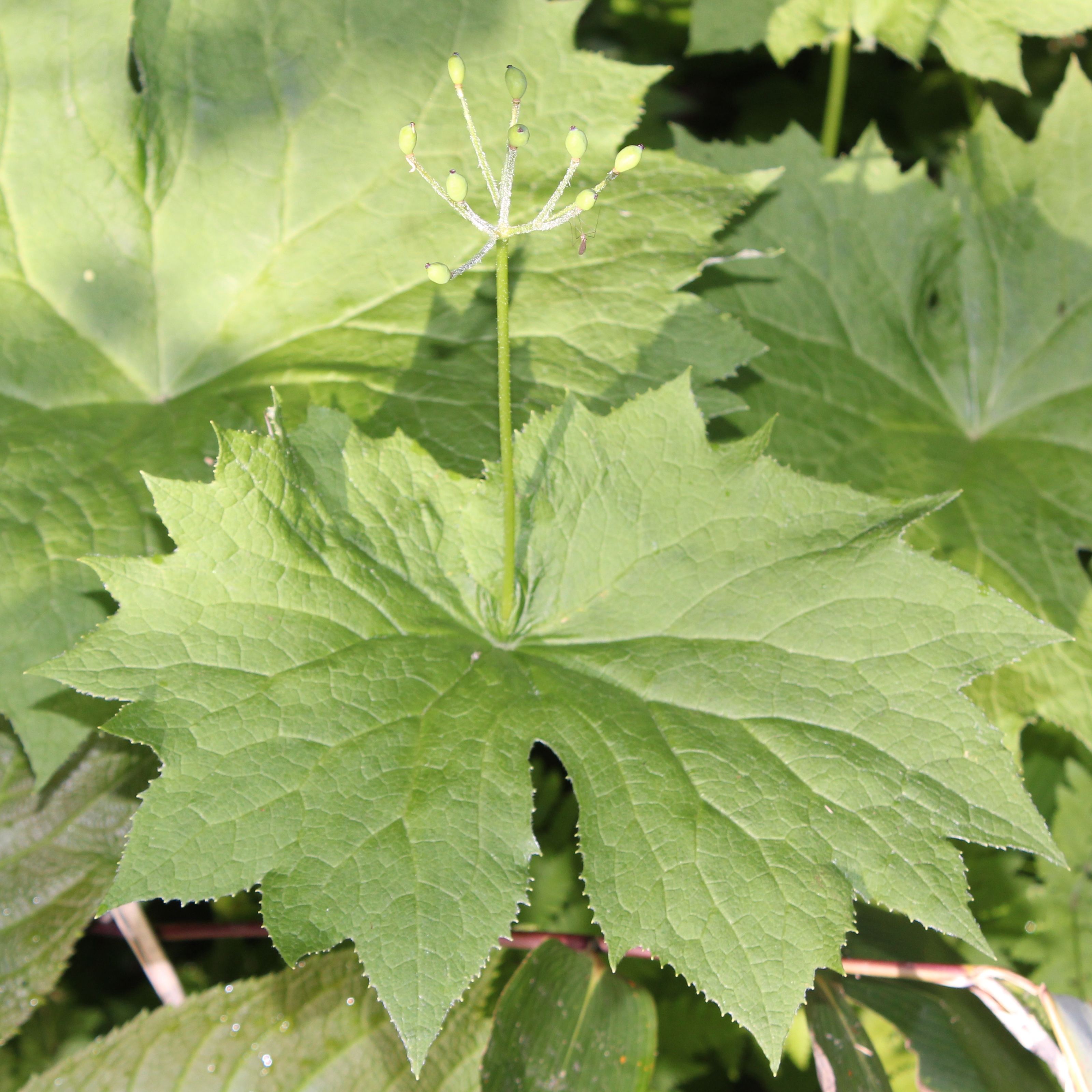
Jeunes fruits.
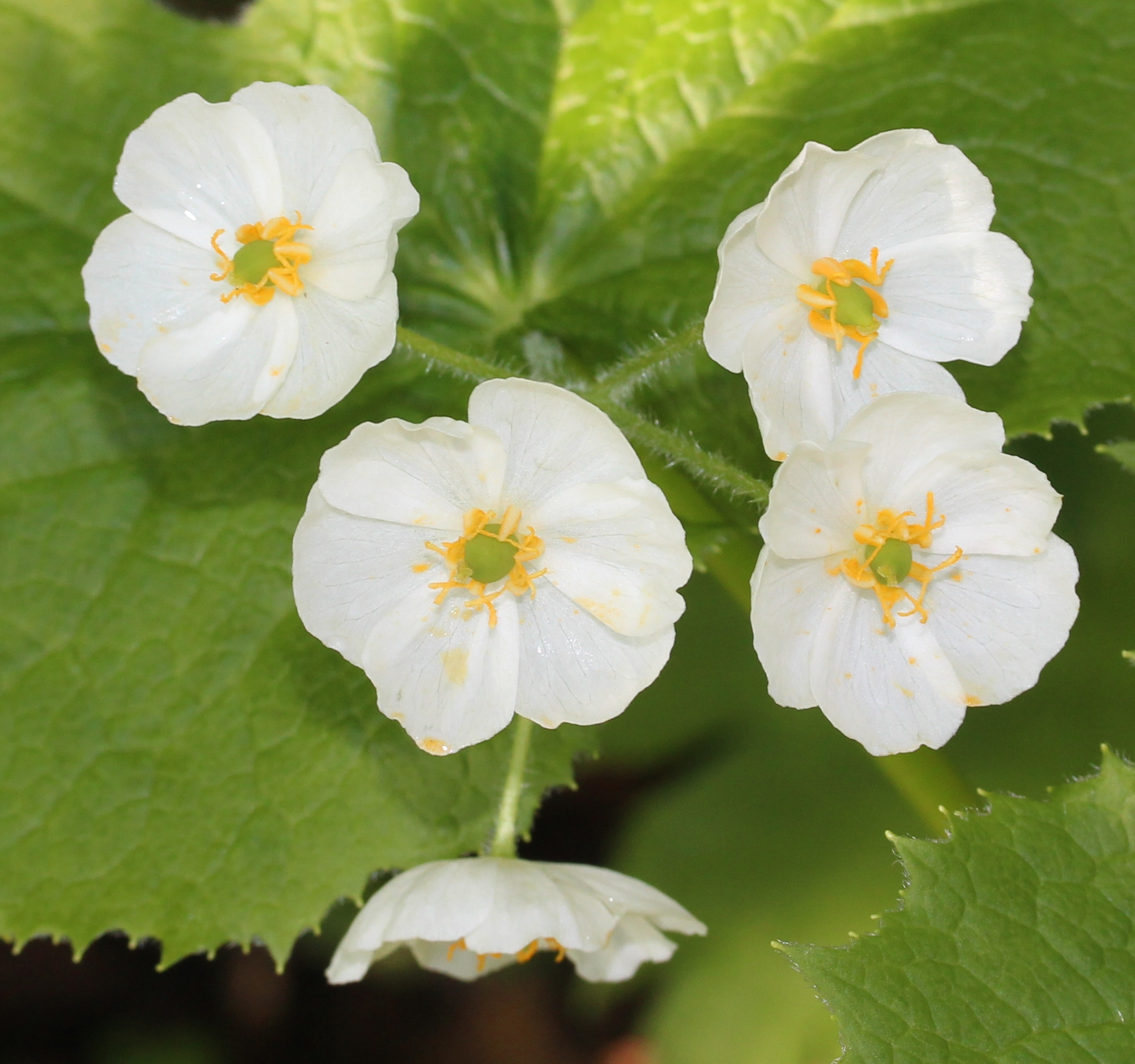
Fleurs.
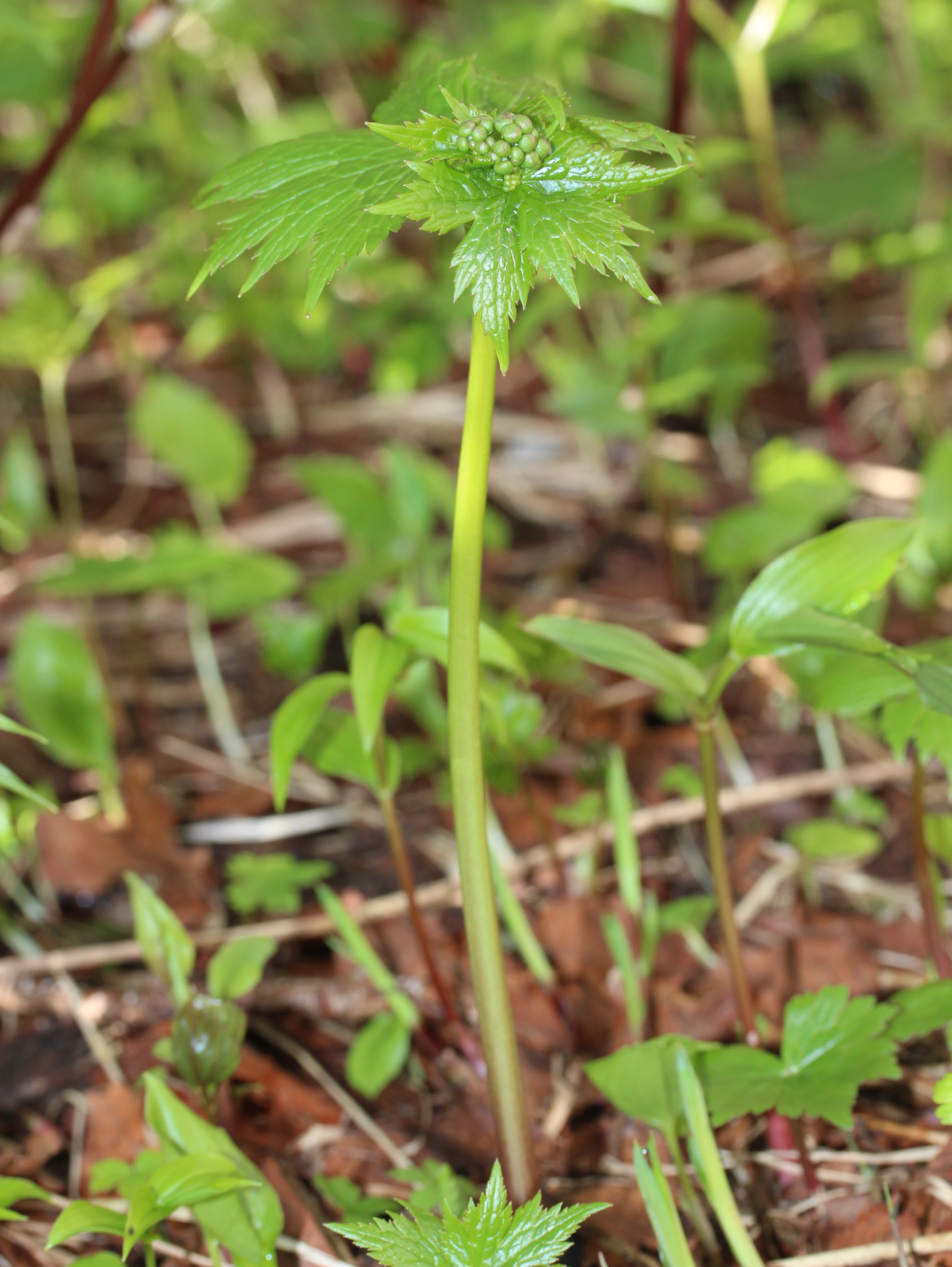
Bourgeon.